# 坂下真心
坂下 真心（さかした まこ、2005年〈平成17年〉8月2日 - ）は、日本のアイドル。女性アイドルグループNMB48チームBIIのメンバーおよびのキャプテン（8代目）である。
大阪府出身。Showtitle所属。

## 略歴
2022年1月1日、NMB48劇場での「2022新春特別公演」において、NMB48の8期生としてお披露目される。同日の「NMB48新春組閣発表会」の新体制により、チームBII研究生として所属することが発表される。
同年2月25日、「NAMBATTLE2 ～舞～チームBII研究生」公演に出演し、劇場公演デビュー。
2023年6月2日、チームBII 6th Stage「なんば笑顔開花宣言」公演にて、チームBII正規メンバーへの昇格が発表される。
また、同年7月14日にZepp Osaka Baysideで開催された「NMB48 Summer Fes.2023 〜アッチッチーム祭り〜」にて、組閣により出口チームBIIの副キャプテンに就任することが発表された。
同年11月14日、チームBII 7th Stage「僕のアオハル」公演の初日公演に出演。
2024年10月9日に発売のNMB48 30thシングル「がんばらぬわい」にてシングル表題曲の選抜メンバーに初めて抜擢される。
2025年2月24日、大阪マラソン2025でフルマラソンに初挑戦し4時間9分43秒のタイムで完走。同年4月28日、チームBII「僕のアオハル」公演【出口結菜 卒業公演】にて、支配人から副キャプテンからキャプテンに就任を命じられた。

## 人物
特技はハンドボール、サッカー、野球のピッチング、走ること、テニス。
スポーツ全般が好きで大阪マラソン2024では7.2キロを46分で走った。
中学時代はテニス部のキャプテン、中学生からNMB48に加入するまで、ハンドボールのクラブチームで活動、高校ではハンドボール部に所属。
プロ野球　阪神タイガースのファンで何度も甲子園球場で観戦、二軍戦も観戦している。
Jリーグではセレッソ大阪のファンである。
8期生の坂田心咲とは同期であり、同期の中では最も仲が良い。

## NMB48での参加楽曲

### シングルCD選抜曲
- 「恋と愛のその間には」に収録
  - ホンマにサンキュー
- 「好きだ虫」に収録
  - スワンボート - 「Team BII」名義
- 「渚サイコー!」に収録
  - 恋のヘタレ - 「Team BII」名義
- 「これが愛なのか?」に収録
  - Now
  - ヘドバンタイム - 「Team BII」名義
- がんばらぬわい
  - めっちゃラブユー - 「紅組」名義
- チューストライク
  - もっと永遠に - 「Team BII」名義

### アルバムCD選抜曲
- 「NMB13」に収録
  - 青春のラップタイム 2023
  - 今さら道頓堀
  - 想像のピストル

### 劇場公演ユニット曲
チームBII 6th Stage「なんば笑顔開花宣言」公演
- ランナーズハイ
- ハート型ウイルス

チームN 6th Stage「夢中雷舞」公演
- 人魚のバカンス

「なんばらえてぃー」公演
- Good Timing

チームM 4th Stage「恋は突然やってくる」公演
- 逆転王子様

チームBII 7th Stage「僕のアオハル」公演
- ウィンブルドンへ連れて行って
- ツンデレ!

チームN 7th Stage「N ship」公演
- 奇跡は間に合わない

## 出演

### テレビ
- マンデーナイトセレッソ（2025年4月7日 - 、ABCテレビ） - アシスタント[15]

### テレビCM
- 上新電機 Joshin（2024年4月 - ）

### ラジオ
- NMB48のオールナイトニッポンX（2022年6月9日、ニッポン放送）
- スマイルコネクトNMB☆ supported by Joshin（2024年4月13日 - 、FM大阪）- パーソナリティ[16]
- ユメスポキッズアワー NMB48坂下真心「まこちの真心通信」（2024年5月17日 - 、毎月第三・第四金曜日 さっぽろ村ラジオ） - パーソナリティ[17]

### イベント
- 大阪マラソン2024 チャレンジラン（2024年2月25日、大阪市）[11]
- 大阪マラソン2025 応援ランナー フルマラソン（2025年2月24日、大阪市）
- Family with Tigers Day Supported by Joshin（阪神タイガース対広島東洋カープ戦）始球式（2024年8月9日、京セラドーム大阪）[18]

### 広報・イメージキャラクター
- 甲子園グルメ大使
  - 2023年[19]
  - 2024年[20]
- TRANSISTAR（2022年、コラボウェア）[21]

## 書籍

### 雑誌連載
- mini（2023年10月12日 - 2024年8月9日、宝島社） - レギュラーモデル[22]

### Web連載
- 日刊スポーツ（2024年12月12日 - 、日刊スポーツ新聞社） - 「坂下真心の満開セレッソ」を連載[23]